# Shearston
Shearston – przysiółek w Anglii, w Somerset. Shearston jest wspomniana w Domesday Book (1086) jako Siredestone/Siredestona.